# Tetrastichus polygonae
Tetrastichus polygonae är en stekelart som beskrevs av Jean Risbec 1952. Tetrastichus polygonae ingår i släktet Tetrastichus och familjen finglanssteklar.
Artens utbredningsområde är Madagaskar. Inga underarter finns listade i Catalogue of Life.